# Tsuneyoshi Saito
Saito Tsuneyoshi (斎藤 恒芳 Tsuneyoshi Saito?,  nacido el 28 de abril de 1965), es un compositor japonés de música para anime. Entre los animes más importantes para los que ha compuesto se encuentran Nazca y Soukyuu no Fafner.

## Discografía

### Bandas Sonoras de Anime
| Título del Anime                                   | Año de Salida |
| -------------------------------------------------- | ------------- |
| Tenkuu Tenshou Nazca                               | 1988          |
| Tenchi Muyō!: Daughter of Darkness (2ª Película)   | 1997          |
| Tenchi Muyō!: Tenchi Forever (3ª Película)         | 1999          |
| Yami no Matsuei                                    | 2000          |
| Kaze no Yojimbo                                    | 2001          |
| Asagiri no Miko                                    | 2002          |
| Soukyuu no Fafner                                  | 2004          |
| Soukyuu no Fafner - Single Program - Right of Left | 2005          |
| Tide-Line Blue                                     | 2005          |
| ×××HOLiC: El Sueño de una Noche de Verano          | 2005          |
| Denno Coil                                         | 2007          |
| Idol Master Xenoglossia                            | 2007          |
| Kageki Shoujo!!                                    | 2021          |

## Detalles
- El estilo de su música oscila entre la música neoclásica y la New Age, con ribetes románticos y/o nostálgicos.
- En las bandas sonoras de corte más neoclásico su música es más épica, con melodías majestuosas y conmovedoras.
- En las bandas sonoras de corte New Age su música suele bajar en calidad, llegando a ser un tanto repetitiva y de tipo incidental.